# ヤマハ・YZR500

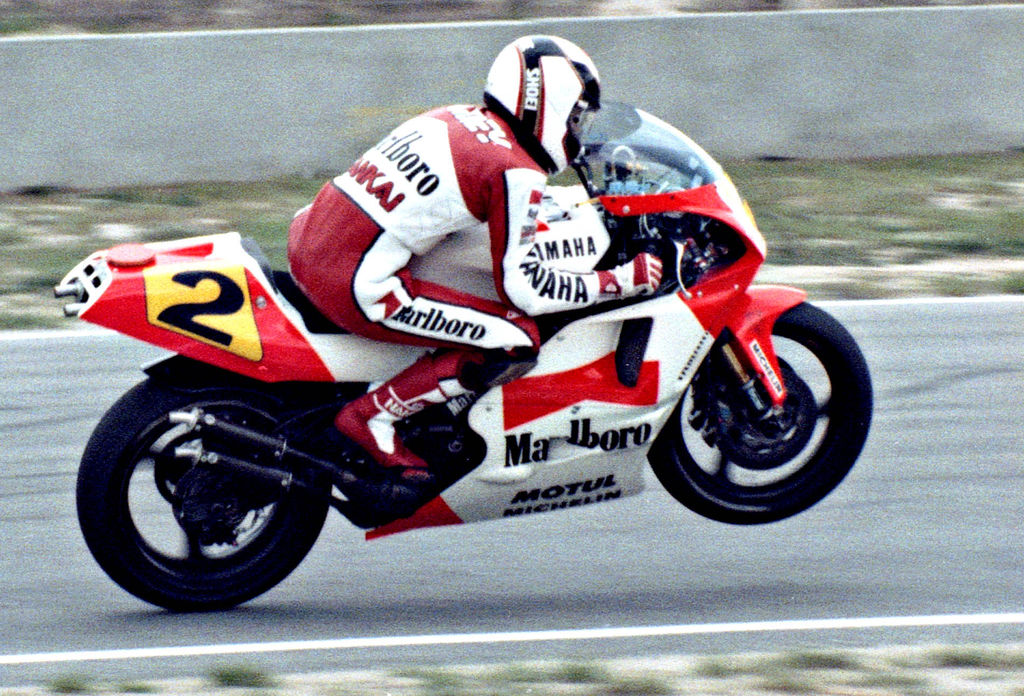
YZR500を駆るウェイン・レイニー(1990年アメリカGP)

ヤマハ・YZR500（ワイゼットアールごひゃく）は、ヤマハ発動機がオートバイロードレース世界選手権と全日本ロードレース選手権500ccクラスに開発・投入した、競技専用2輪車両（オートバイ）の車種名称。YZRとは、“Y”ヤマハの“Z”究極の“R”ロードレーサーの意味である。

## 概要
YZR500はヤマハ発動機が2輪ロードレース世界選手権の500ccクラスにファクトリーとして参戦するために開発したレース専用モデルのオートバイである。このYZRシリーズの開発が始まった背景としては、1960年代に本田技研工業（ホンダ）を始めとする日本の4メーカーが「ほぼ全てのレースで勝ちまくった影響で車両レギュレーションが大幅改正されたこと」に端を発している。
それまでのGPマシンはホンダの6気筒250ccに代表される「多気筒高回転エンジン」が上位マシンの主流であった。唯一の例外は500ccクラスをライバルなしで制圧していたMVアグスタの4気筒マシンだった。そこに挑戦状を叩きつけたのがホンダのRC170及びRC171だったのだが、当時大排気量マシンとして認識されていた500ccクラスは、あまり多気筒高回転エンジンにしようとするとマシンが大きく重くなってしまうため、ホンダRC170は当時MVアグスタが採用していた4気筒で同じ土俵で戦うことを選んだ。
その後国際モーターサイクリズム連盟（FIM）は、350cc以下のクラスも350ccクラスで最大3気筒、250ccクラスは最大2気筒、125ccクラスも最大2気筒、50ccクラスは単気筒。変速機は各クラス共通で最大6速までとする、というルール変更を行った。
結果として、それまで350cc以下の各クラスを制圧していた日本メーカーの寡占状態はなくなった。これは開発費用が高騰し続けていたことで参戦を見合わせていたヨーロッパの各メーカーに参戦を促すことにつながった。これを受けて一時撤退したホンダを始めとする日本メーカーも軌道修正を行い、メーカーの販売(日本国内だけではなく全世界を見据えた)戦略としてイメージを高めるために、より大排気量マシンで世界と戦うことを決意した。そんな中でいち早く500ccクラスに照準を絞ったYZR(0W20)を製作したのがヤマハだった。まずは本橋明泰を開発の中心としたプロジェクト・チームが編成された。最初に作られたのは元々あった350ccエンジンを倍にした700cc仕様のマシンで、この試作の時点で271km/hの最高速を記録するなど完成度が高かったことから、これをベースに1972年当時アメリカで盛んになっていたフォーミュラ750規定のマシンと、欧州でのグランプリに向けて500cc仕様のマシンを両方開発していくことになった。
この経緯から、初代YZR500は一つ上の排気量である750ccで戦うマシンであるYZR(0W19)とフレームやサスペンションなどの走行装置の設計が共通となり、製造コストや開発時間の短縮が行われた。しかし、YZR750の主戦場であるF-750クラスはそれほど欧州市場に受け入れられず、1979年をもってFIMの世界選手権からは外された。
このような背景から2代目のYZR500(0W23)からは、フレームやサスペンション、タイヤのホイールリムサイズなどを始めとして大幅な専用設計化が進められ、以降は「イメージ世界戦略のメインマシン」として位置づけられることとなっていった。モノクロス(1本バネ)サスペンションが採用されてフレーム剛性とのバランスが見直された0W24や世界初の排気デバイスであるYPVSが採用された0W35。アルミ角断面フレームの採用(0W48)でコーナー立ち上がりの挙動が落ち着きアクセルが開けやすくなるなどのフレーム高剛性化。チャンバーの最大径部を避けるように曲げられたリアスイングアーム(1988年型0W98)。マシンセッティングの効率を良くするためのデータロガー搭載(1989年型0WA8)など、ホンダとは別の意味でロードレース世界選手権のレベルを引き上げるエポックを起こしているのがYZRシリーズの概要的特徴といえる。

## 欠点克服の開発ストーリー
先ほどのような背景で生まれてきたYZRシリーズだが、実は実戦で負けた悔しさから、さらに深化させられた開発が行われて来たという側面も非常に多い。ちなみにケニー・ロバーツ3連覇の最終年の1980年シーズンに各レースの展開で終始不利な戦いを強いられたにも関わらず勝てたのは「ケニー・ロバーツだけはライダーとしてのスキルが別格」と呼ばれるほどのパッケージング全てのコンビネーションによるものだった。

### エンジンレイアウト変更
そこで、ヤマハはそれまでのピストンバルブ直列4気筒という基本構成を捨てて兼ねてからケニーの要求であった「モアパワー」を実現するためにロータリーディスクバルブのスクエア4気筒を選んだ。このエンジンレイアウトが選ばれた理由は、当時のライバルであるスズキ・RGシリーズが使用し続けて来たレイアウトだった。モアパワーを実現するために手っ取り早くライバルをマネするというのはホンダでは「もっとも嫌われる手法」だが、切れ間なく開催され続けるGPスケジュールの合間に「独創性のあるエンジンレイアウトを採用するのはリスクが高すぎる」という判断が働いたのは想像に難くない。しかしエンジンパワーに固執するあまりに大径バルブの採用や高回転域での耐久性に余裕を持たせるためにシリンダー間ピッチが厚めに設計されるなど、ライバルRGシリーズがすでに乗り越えてきた誤ちをしてしまったことで、開発ライダーの金谷秀夫や高井幾次郎曰く「重戦車のような重たいマシン」という烙印を押されることとなった。このような欠点による致命的の症状は81年シーズンの開幕戦のオーストリアから現れ、リアサスが重さで音を上げてウォブル(不安定なマシンの振れ)が酷くてとてもこれ以上は乗れない。というコメントが出て途中リタイヤになるほどだった。

### モアパワーと軽量化の追求
このように、良かれと思って作ったマシンが実戦で惨敗を喫する様子を見て、すぐに対策が施されても「マシンの基本特性までは変えられず負け続ける」といった悔しさから、翌年ではハンドリングのためのマスの集中と軽量化が進められてタイトルは奪還できなかったものの名機と呼ばれた0W60の誕生のキッカケになった、などの逸話がある。

### スクエア4からV4へ
ちなみに81年シーズンの惨敗を受けて心機一転で臨んだ82年シーズンでもヤマハは負けたのだが、その理由はスクエア4のようにエンジン側面に吸気バルブがあると前面投影面積が減らせないため「これなら直4でもさほど変わらない」という最高速での不利に気付いたことによるもの。
このことから新たにV4エンジンが企画検討の対象になるのだが、これには1960年代後半を戦ったRD05でエンジンパワー確保と信頼性にこだわり過ぎてマシン重量が重く、大きくなってしまった事、さらには水冷式と空冷式の両天秤で開発をスタートし最終的には水冷式で落ち着きながらもホンダ6気筒車とマイク・ヘイルウッドに惨敗した悔しさなども影響があったと考えられる。また、81年シーズン中の後継機検討会議の最中にあるエンジン開発担当エンジニアが「前後気筒の間でロータリーディスクが回ればなぁ…」とつぶやいたのがきっかけとなり、新しいV4マシンの0W61の開発がスタートすることとなった。
さらにもう一つのエピソードとして「0W61は投入時期が一年前倒しになった」ということもあった。その理由は新規開発されたV4マシンの0W61の本来の予定ではスクエア4エンジンの0W60で82シーズンを乗り切って83シーズンから投入されるスケジュールだったものを、81年終了後のオフシーズン中に静岡県磐田のヤマハ本社に訪れたケニーが当時ヤマハチームの監督だった前川和範が「周囲に内緒で見せた」ことがキッカケで、基本的に新しいものが好きなケニーが「あのマシンに乗らせてくれるなら契約金を下げてもらっても良い」と発言したことで、本来翌83シーズン用に一年間の開発リードタイムを持たせるはずだった0W61を「時期尚早なのはわかっていた上で無理に実戦投入した結果」だった。結果、82シーズンのほぼ一年間をかけて問題点の洗い出しと対策の具体化が行われることとなった。

### 新機軸投入の0W70
前述の通り「ケニーの新しいもの好きな性格」がケガの功名となったのか、翌83年モデルの0W70はケニーからのリクエストにも答え、タイヤの異常磨耗を防ぐため出力特性を柔らかいものとするため敢えてクランクを重くして、コーナー立ち上がりで急激にパワーが出てしまうという症状を改善するなど改良が施された。また、このシーズンの0W70にはアルミツインスパーフレームの走りとも言えるアルミデルタボックスフレームが採用され、ケニー曰く「ハンドリングはかなり良い」というコメントがでるほどだった。つまり82年シーズンを犠牲にするのは覚悟の上で翌83年を本格的なタイトル奪取年とするための準備が82年シーズンの位置付けとなり、結果としてそのフィードバックからデルタボックスフレームやリヤサス構造変更、クランクマスの増量など新機軸が多数盛り込まれたのが0W70だったのである。

### それでも続く飽くなき改良の道
そんな0W70にも欠点がなかったわけではない。1983年モデルである0W70は「始動性が最悪」というくらいに悪かった。当時のGPはスタート時のエンジン始動はクラッチを切った状態からマシンを押して勢いが付いたらクラッチミートすることでエンジン始動する「押しがけスタート」であったが、ダッチTT（オランダGP）において、ケニー・ロバーツは押しがけ17歩目にして「やっとYZR500に跨ることができた。」という有り様。また、その前戦のユーゴスラビアでは、ケニーがスタートから40秒も押しがけを続け、ライバルのホンダ勢がコース半ばに差し掛かった頃にやっとエンジンに火が入り、そこからケニーが「渾身のコースレコード連発の追い上げ」を繰り広げながらも4位に食い込むのが精一杯という状態だった。それに対して、ポイントリーダーでライバルのフレディ・スペンサーは3～5歩目でNS500に乗っているという好スタートを切り猛ダッシュ。ケニーは毎レース「まずはスタートの遅れを取り戻すために序盤からプッシュなければならず、それがレース後半のタイヤの磨耗を招いてしまう展開続き」で、これにはライダーの実力でフレディに勝っている自信があるケニーも閉口してしまい「これじゃ予選でフロントローをとる意味がない！とにかく始動性をなんとかしないとレースの結果云々以前に勝負にならない」と語るほどだった。
YZR500の始動性の悪さについて、当時は、NS500の3気筒に比べてV形4気筒のエンジンレイアウトに起因すると言われていたが、それについては半分正解で半分間違いと言うべきとされている。また、後に83年シーズンの「今年を最後に引退すると決めて臨んだ気力充実のケニー」をもってしても負けたという事実が悔しくて仕方がないヤマハのエンジニアがさらに詳しく解説しているインタビュー記事がある。それによると0W70がロータリーディスクバルブを採用していたことと爆発タイミングが180度同爆を採用していたこと、さらにV型4気筒エンジンの前後気筒間の間隔角度が40度という狭角で設計されていたため、キャブレターからシリンダーまでの吸気管長が長くなってしまった事の2つが大きな原因であった。しかしながら同時爆発間隔については「それを採用することによるメリット」である急激なパワーデリバリーを和らげることでコーナー出口でアクセルを開けやすくするという目的があり、この爆発間隔は92年シーズン後半のチェコGPで270度~90度間隔の位相同爆が採用されるまで続けられた。つまり、始動性改善は別の手法での解決が求められることとなったのだが、これが85年にデビューした「名機と呼ばれた0W81」の前後気筒クランクがプライマリーギアで繋がれる「前後逆回転クランクエンジン」へと昇化することにつながる。
また、0W61や後継機70で採用されたロータリーディスクバルブが76ではケースリードバルブへと変更され、さらに後継機の81では前後逆回転クランクとVバンク角度が65度へと改められ、さらに88年シーズンの0W98からはVバンク角度が80度へと改良されていったが、その頃には「GPのスタート方式が押し掛けスタートからクラッチスタートへと改められた(87年シーズンから)のため、始動性改善の効果については85.86年シーズンを戦った0W81までの結果で全てとなった。
2サイクルエンジンの基本構成としてロータリーディスクバルブは、全開の高回転、高負荷の状態でも吸気タイミングを正確に取れる利点がある反面、吸気管長が長くなってしまうことで、燃焼室に混合気が届くまでの時間がタイムラグを生むことが始動性に悪影響を与えやすいというデメリットがある。ちなみ0W70の次年度の0W76はケースリードバルブになっているが、これは1983年に絶頂期のケニー・ロバーツをもってしても勝てなかった悔しさから、試作課の社員がロータリーディスクの駆動部などをごっそり取り外して作ったものがベンチテストで良い性能を発揮した事から1984年の第3戦スペインGPから正式採用されたものとされている。またヤマハは、YZRシリーズで一貫して180度同爆(4気筒のシリンダーが2気筒ずつ同時に爆発する点火タイミングのこと)を採用しており、これも爆発一回あたりの負荷が大きくなってしまうためエンジンに火が入りにくいという特徴があった。こういった2つの始動性に影響する特徴を持っていた0W70で戦った83年は、全12戦のレース記録を紐解いてみると「オープニングラップのタイムだけを除外して計算したレースタイムでは12戦9勝だった。」といわれている。（NS500はリードバルブ）。K・ロバーツ（シニア）は予選で好位置を得ながらもスタートで後続に沈んでしまい、レコードを連発しながらも結局はトップに届かないレース展開が多かったのである。
前述のロータリーディスクバルブからケースリードバルブへの改良。
さらに吸気管長の長さが出力特性の良さを妨げていると分かると数年間かけて少しずつV4エンジンのレイアウト変更(そのため0W76では同61や70と変わらないVバンク角40度が採用され、翌0W81は65度。エンジンレイアウト変更最終年の88年型0W98では80度Vで落ち着くなどのWGPの2ストローク500cc時代をリードする存在でもあった。その間ライダーもエディ・ローソンを擁するマールボロヤマハでライダー個人タイトルを84-86-88年と隔年で獲り続けている。また、メーカータイトルは87年にエディ・ローソン、ランディ・マモラ、マイク・ボールドウィン、クリスチャン・サロン、ロブ・マッケルナイなど層の厚さを誇ってタイトルを獲得するなどしている。

## YZRの基本キャラクター
1980年代後半からのホンダ・NSR500とスズキ・RGV-Γ500との熾烈な争いでは、エンジンパワーに優れ最高速重視のNSR、軽快な車体で強力なブレーキングを得意とするRGV-Γに対してYZRは優れたハンドリングによる高いコーナーリング性能を武器としていた。90-91-92年でケニー・ロバーツ以来のライダータイトル3連覇を成し遂げたウェイン・レイニーは「コーナーでマシンを寝かせている時間をできる限り短くすることが僕のライディングスタイルで安全と速さを両立させるポイント」と語るくらいにYZRのハンドリングに絶大な信頼を寄せていた。普通はそんなことをしてコーナーを曲がろうとすると、曲がり切れずにコースアウトしてしまうか転倒するのがオチなのだが、歴代のYZR乗りのチャンピオン達は、寝かし込みの早さで発生させたキャンバースラストとタイヤグリップの限界を利用して「独自の感性でバイクの向きを変えてすごい勢いでコーナーを立ち上がって行く」というライディングでレースの勝ち星を重ねて行ったライダー達だったと言われている。

## 市販マシン
ヤマハでは前年のYZRのスペックを反映した競技専門車TZをプライベートライダー向けに1980年から1983年に発売しており、YZR500の市販車とも言えるTZ500が存在していた（価格は1983年型で280万円）。よもやま話ではあるが、1979年までライバルのスズキ・RGシリーズで戦っていたバリー・シーンが、80年からヤマハTZ500でプライベーターとなって参戦することになった。この時バリーは、ケニーのYZRがストレートで速度が伸びるのはケニーだけにスペシャルバージョンが存在すると思っていた。しかし、ケニーのYZRも各部の寸法から素材も一部でマグネシウムなどを使用していた以外はYZRとTZの差は無いという事実に驚かされたそうだ。80年シーズンの1年間は、すでにプライベーターとして参戦することが決定していた上にバリーに個人スポンサーとして付いていた赤井電機(日本の音響機器メーカー)が出す資金も決まっていたことからTZでの参戦となったが、ホイールがTZ標準品のスポークタイプからアルミホイールに変更されたりするなど、ヤマハ側の予算オーバーにならない範囲でサポートしていたとのこと。
翌81年シーズンからは直列4気筒の両端外側気筒を後方排気にして排気効率を高めた0W53が与えられたことを始めとして、フランスGPからはケニーと同スペックのスクエア4YZRが与えられるなど、準ファクトリー待遇で「ヤマハのバリー」として82シーズン一杯まで戦うこととなった。また、81年シーズン当初バリーに与えられていた両端外側気筒が後方排気化された0W53(WGPでの実績あるライダーだけに販売という形が取られていた)は、ケニーが80年シーズンの後半数レースで使用したマシン(0W48R)と同じものだった。しかしながら、こうした市販マシンは高価になってしまうためとライダーの実績を選ぶなどもしていたために手間がかかるものだった。しかし、このままファクトリーバイクだけが勝つ状況では、再び60年代の大幅なルール改正があるかも知れなかった。そんな中、市販マシンとしてはスズキ・RGシリーズがプライベート参戦するライダーに門戸を広げていた。また、83年からはホンダが82年型NS500をそっくりそのままというくらいのスペックで市販RS500をリリース。(実はファクトリーマシンはクランクケースがマグネシウム製なのに対し、市販RS500はアルミ製という違いがある) そのため、GPを戦うプライベーターはこぞって飛びついた。つまりエントラントに広く門戸を広げたことで、60年代に締め出されたような憂き目を見ることは回避されたのである。
一方のヤマハは市販マシンの市場では、82年型TZ(電気式YPVS装備の直列4気筒エンジンで旧態依然としたものだった)の販売のみだったので遅れをとっていた。そんな流れが定着していた中、90年代に入ってからは1年遅れの型式のV4YZRをエンジンやフレームも含めたリースを開始。90年代中頃にはハリスヤマハやロックヤマハといったヨーロッパのフレームビルダーの手によるれっきとしたファクトリーマシンがスターティンググリッドを埋めることとなった。このような流れが形成されていく中で、大排気量2ストロークマシンが地球環境に与える影響が揶揄されるようになり、現在の4ストローク1000ccで争われるMotoGP時代に移行していったのである。

## 遍歴

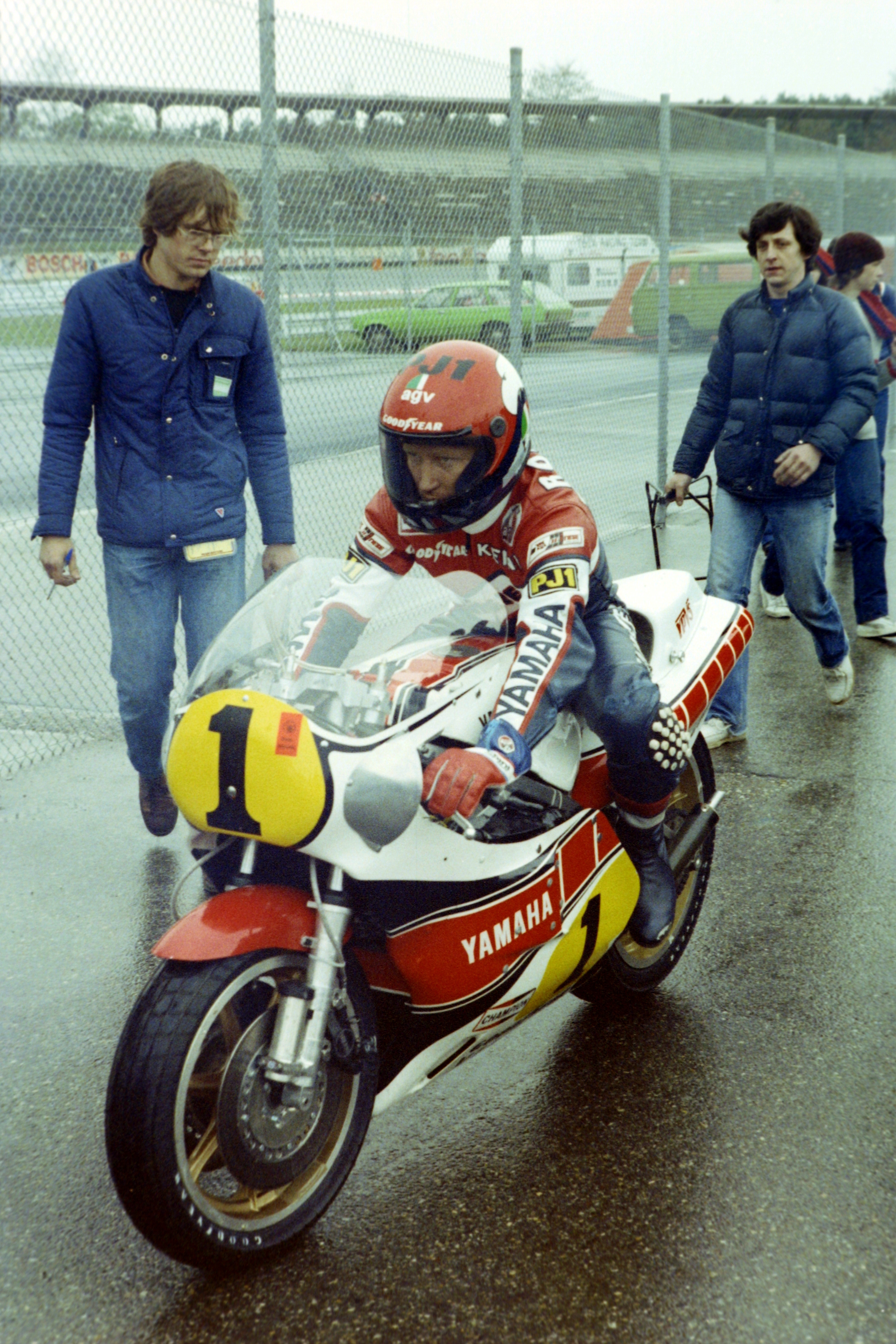
ケニー・ロバーツとYZR（1981年西ドイツGP）

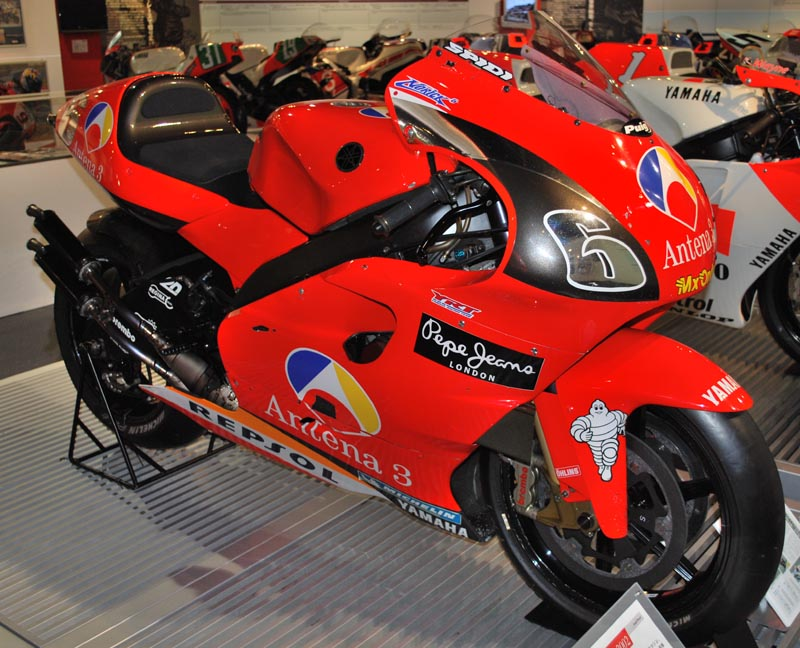
最後の2002年型 (0WL9)

1973年、YZR500の第一号車として水冷2ストローク並列4気筒エンジンを搭載した0W20(ゼロダブル20)がデビュー。ヤーノ・サーリネンの手により、同年のフランスGPで初勝利。以後YZR500は1981年までピストンバルブ並列4気筒エンジンで進化を続け、その間にジャコモ・アゴスチーニ（1975年）、ケニー・ロバーツ（1978年 - 1980年）というチャンピオンを生んだ。日本車が世界GPの500 ccクラスでライダータイトルを獲得したのは、1975年のアゴスチーニ＋YZR500が初（メーカータイトルはホンダが1966年に獲得している）。排気系はオーソドックスな前方排気から、複雑にとぐろを巻いた排気管でチャンバー容量を稼ぐようになり、さらには2気筒前方排気、2気筒後方排気へと変貌していった。
1981年シーズンにスクエア4ロータリーディスクバルブエンジン搭載の0W54がデビュー。最終戦でバリー・シーンが優勝に導く。
1982年、前年デビューしたスクエア4エンジンの熟成型0W60に加えて、新たにV4（V型4気筒）エンジンを搭載した0W61が登場する。しかし早すぎた投入となったか、3年連続チャンピオン経験者のケニー・ロバーツや2年連続チャンピオン経験者のバリー・シーンにすら手に余る難題を抱えていた。同時出走したスクエア4の0W60はグレーム・クロスビー（ロバーツの補佐役）によりランキング2位を得る。なお、0W61などのヤマハV4は、正確にいうと、4つのピストンが1本のクランクシャフトを動かすV4ではなく、クランクシャフトを2本持つスクエア4の変形タイプだった。
1983年。2ストローク500 cc・ロータリーディスクバルブの2軸クランクV4エンジン（スクエア4の変形）を、新設計のセミ・モノコック型アルミフレーム(アルミ・デルタボックスフレーム)に搭載した0W70がデビューする。この「デルタボックスとV4エンジン」というパッケージは、その後のYZR500の基本形となった。ケニー・ロバーツが6勝をマークし、ランキング2位。1984年、V4エンジンはシーズン途中にロータリーディスクバルブからクランクケースリードバルブに仕様変更を受け、メインフレームも大きく進化。ロバーツの後輩であるエディ・ローソンがシーズン4勝を上げ、世界タイトルを獲得する。1985年以降も毎年熟成を重ね、1986年/1988年にローソン、1990年 - 1992年にウェイン・レイニーがそれぞれライダースチャンピオンを獲得している。
1992年、ヤマハはヨーロッパの有力コンストラクターに対して1990年型YZR500（0WC1）のエンジン販売を開始し、同時に0WC1の車体情報を公開した。これにより1992年のグリッドにはROCやハリスといった自社製のフレームにYZRのエンジンを搭載したマシンが並び、500 ccクラスの活性化に貢献した。1992年から1994年までのコンストラクターズタイトルでは、ROCヤマハとハリスヤマハがそれぞれ4位・5位を占めている。
2002年、WGP最高峰クラスがGP500から4ストロークマシン主体のMotoGPへ移行。2ストローク500 ccマシンにも参戦の道は残されたが、レギュレーションの関係から4ストロークマシンでなければ勝てない状況となり、ヤマハの最高峰グランプリマシンの座を4ストロークのYZR-M1に譲り、30年の歴史に終止符を打った。

## モデル一覧

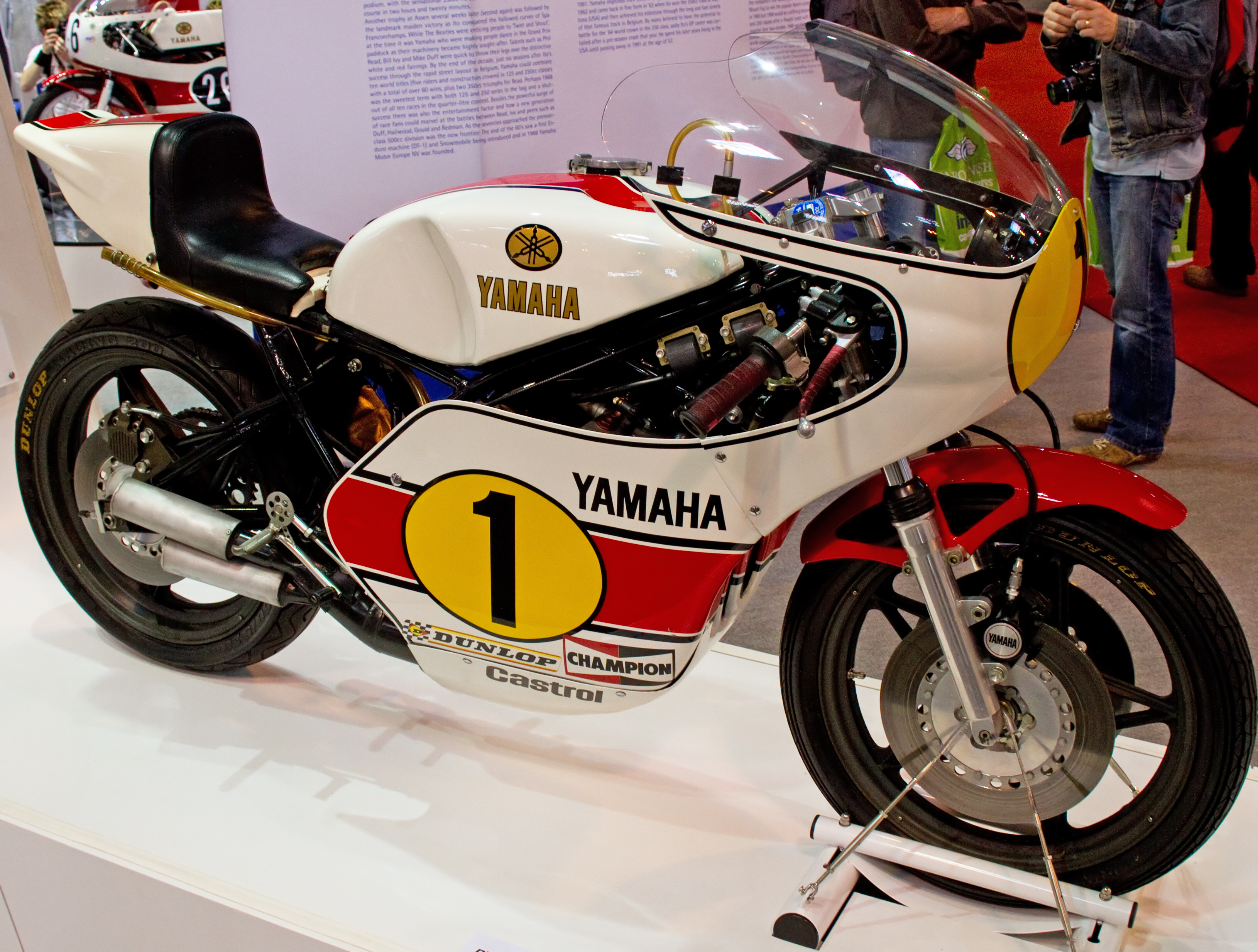
0W23

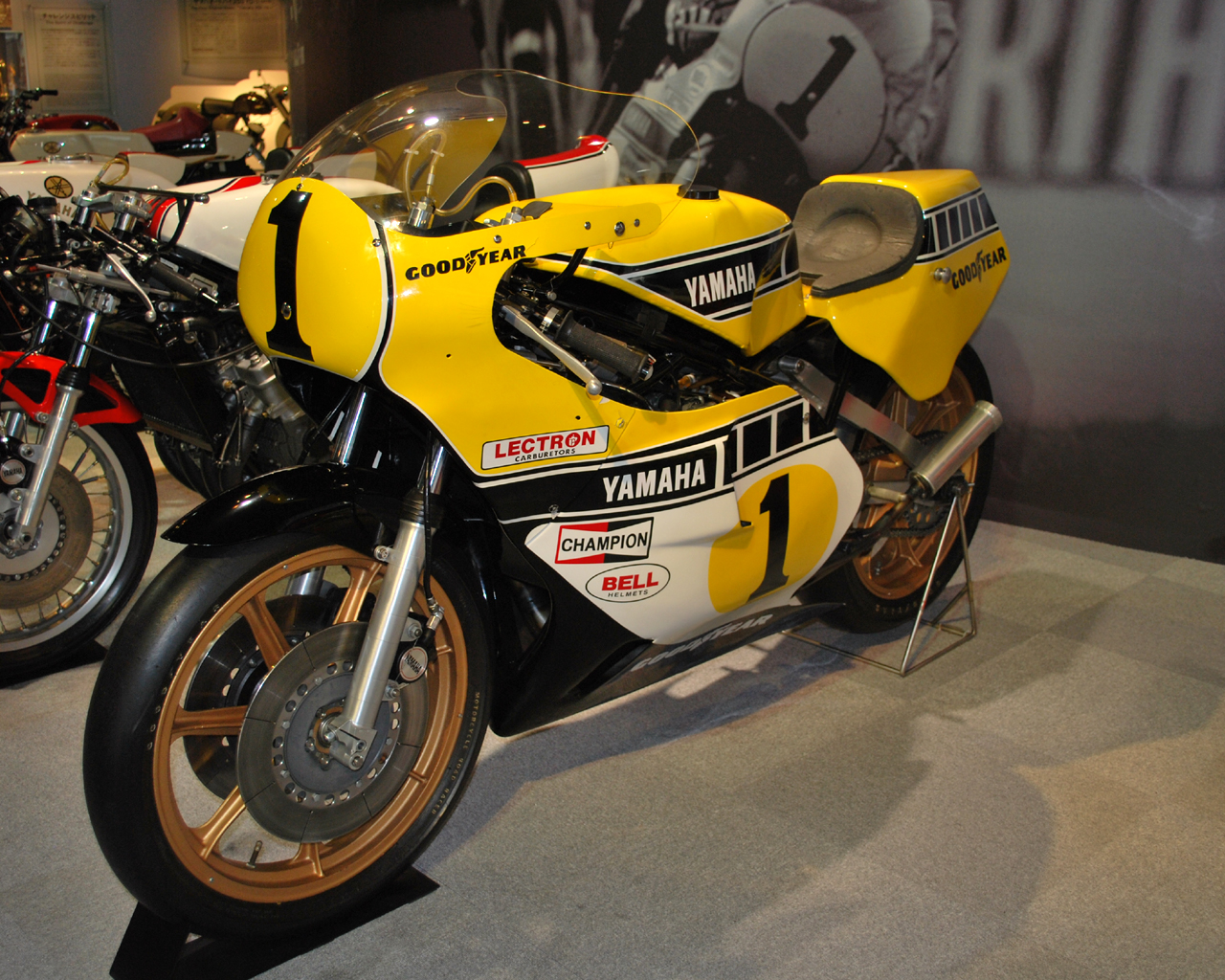
0W35K

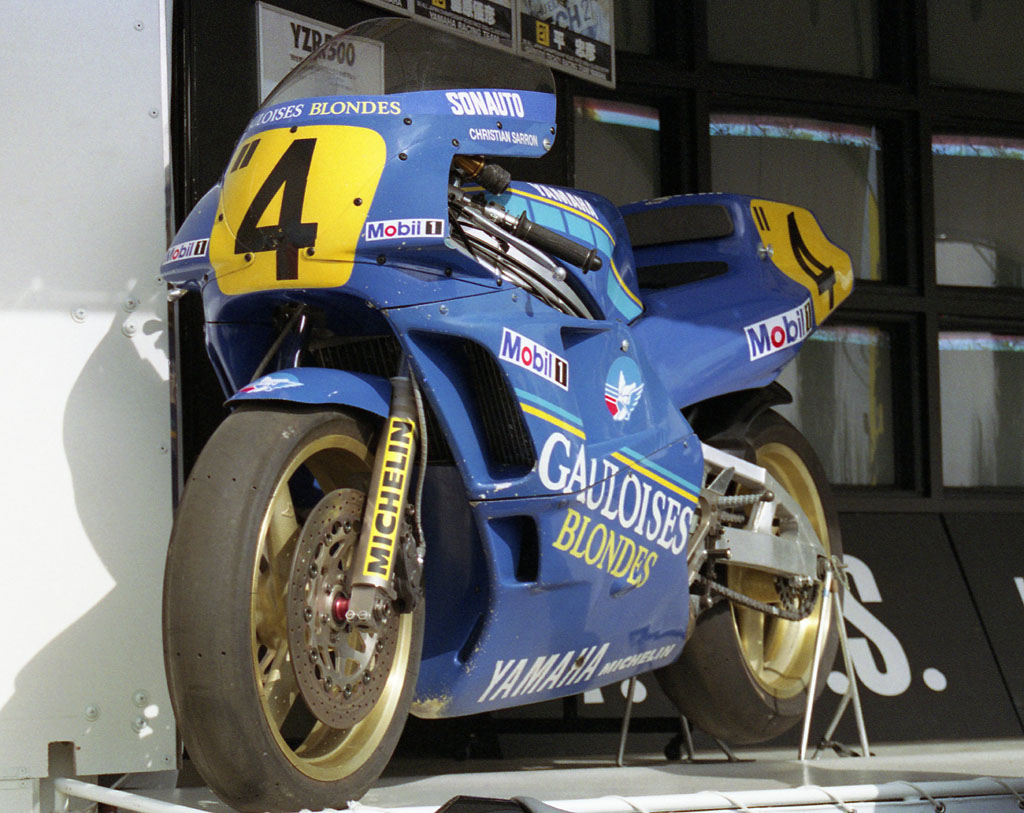
0WA8

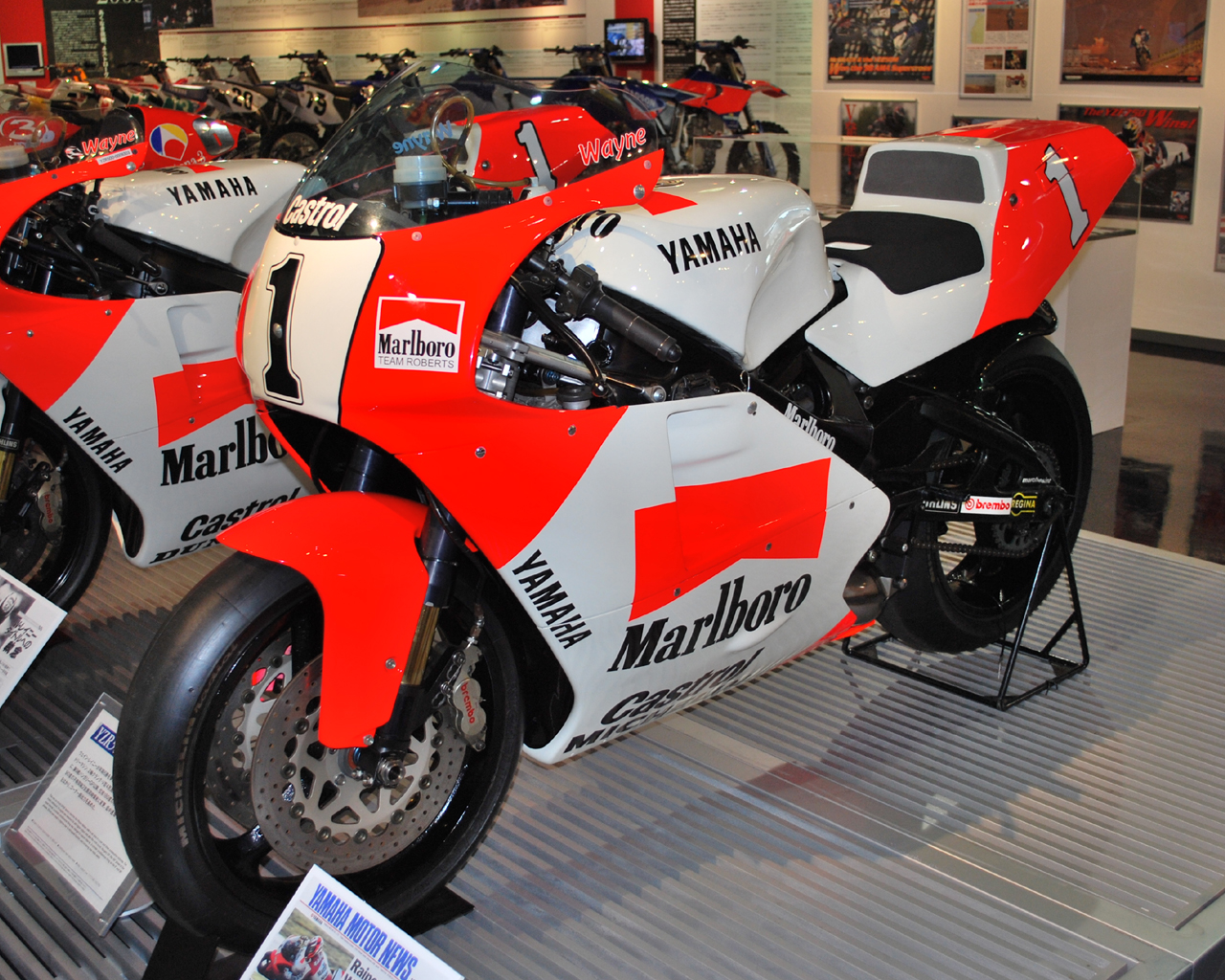
0WE0

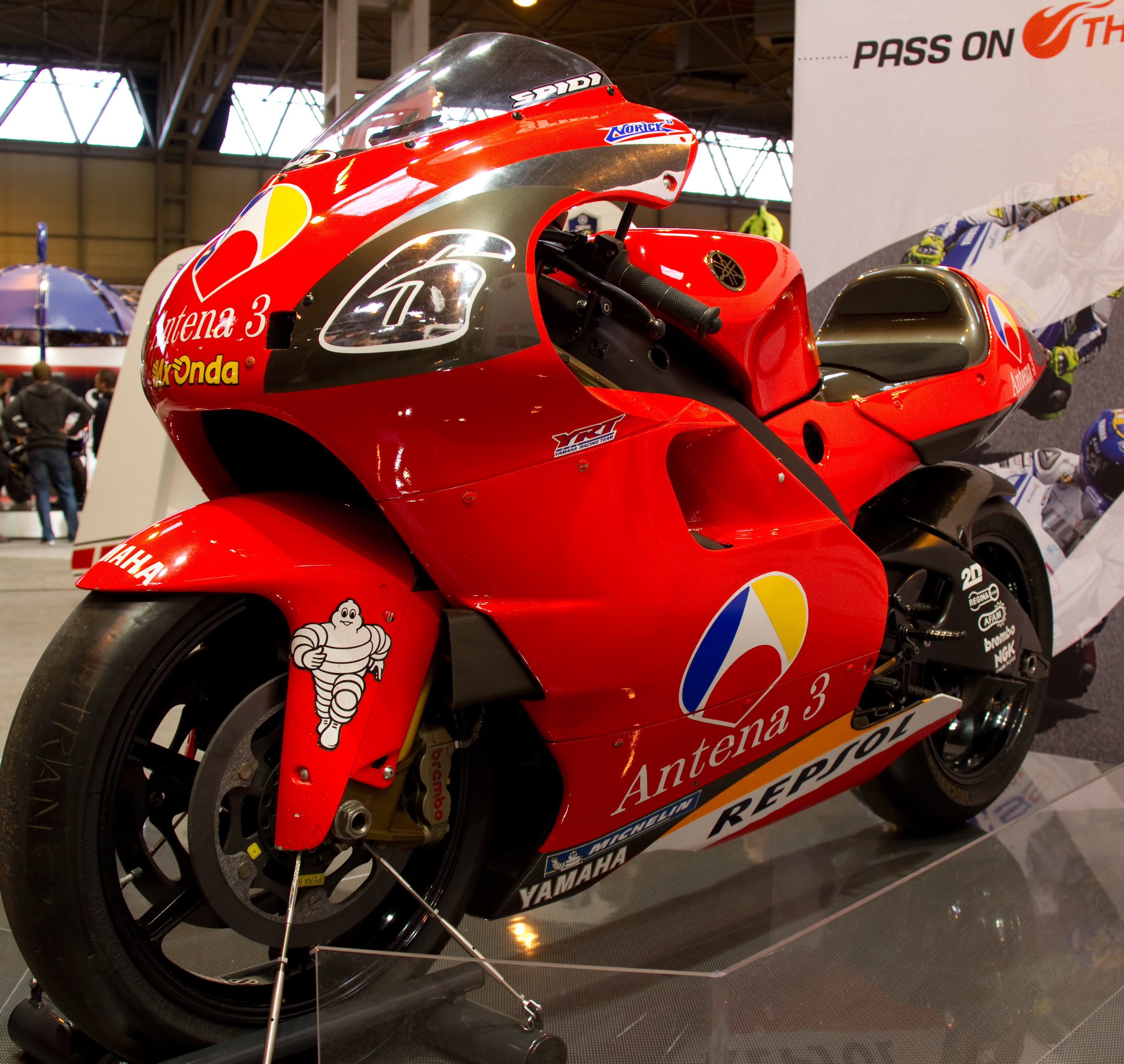
0WL6

各モデルの説明はヤマハ発動機のWGP参戦50周年アーカイブを参考にする。
0W20 (1973 - 1974)
ヤマハ初のワークス500ccマシン。TZ750と同時開発。クロムモリブデン鋼管フレームに水冷2ストローク並列4気筒・ピストンリードバルブエンジン (494cc、最高馬力80PS以上) を搭載。

0W23 (1974 - 1975)
1974年ベルギーGPから登場。500cc専用に設計され、カセットミッションの採用により整備性が向上した。1974年、1975年にメーカータイトルを獲得。
0W35 (1977)
エンジンのボア×ストローク変更（54×54mmから56×50.6mm）、シリンダーピッチの変更、パワージェット付きキャブレターの採用などにより高出力化を図る（最高出力100PS以上）。

0W35K (1977 - 1978)
1977年終盤より投入。排気タイミングを制御するYPVS（ヤマハパワーバルブシステム）を採用。
0W45 (1979)
市販TZ500のベースモデル。YPVSの信頼性向上、VMキャブレターを採用し加速特性を改善。
0W48 / 0W48R (1980)
軽量化を図り、シーズン中に角型アルミパイプフレームを採用。0W48Rはエンジンの左右外側1番・4番シリンダーを後方排気とする（Rはリバースの略）。
0W53 (1981)
並列4気筒YZR500の最終モデル。0W48ベースの角型アルミフレームに0W48Rの両外側後方排気エンジンを搭載。
0W54 (1981)
ヤマハ初のスクエア4エンジンを搭載し、ロータリーディスクバルブ吸気を採用。0W53と併用された。
0W60 (1982)
スクエア4エンジンを継続使用し、ベルクランクを介する新型サスペンションを採用。
0W61 (1982)
500ccGPレーサーとしては初の2ストロークV型4気筒エンジンモデル。アンダーループのないフレーム構造、横置きリアサスペンションなどの新機軸にも挑戦。
0W70 (1983)
0W61の発展系で、アルミ製デルタボックスフレームを採用。前輪は17インチホイール。後期型ではサスペンションをボトムリンク式に変更。
0W76 (1984)
シーズン中にクランクリードバルブ吸気を投入し、出力特性と始動性を改善。
0W81 (1985 - 1986)
2本のクランクシャフトを互いに逆回転させ、ハンドリングに影響するジャイロモーメントを抑制。エンジンケースをストレスメンバー化。供給先がワークスのマールボロ・ヤマハの他に、ソノート・ヤマハ、チーム・ロバーツへも拡大され、1975年以来のメーカータイトルを獲得。
0W86 (1987)
新レギュレーションの騒音規制に対応。ラジエターの冷却性能を上げ、カウルのエアダクトを拡大。メーカータイトルを2連覇。
0W98 (1988)
エンジンVバンク角を60°→70°に変更。下側排気管を右2本出しとし、左右非対称型リアアームを採用。イギリスGPよりカーボンディスクブレーキを投入。メーカータイトル3連覇。

0WA8 (1989)
走行状態を記録するデータロガーを搭載。
0WC1 (1990)
ディメンジョンを変更し操縦安定性を改善。メーカータイトルを獲得。プライベーターのROCやハリスにエンジンを供給する際のベースモデルとなる。メーカータイトル獲得。
0WD3 (1991)
最低重量130kgへの引き上げに対応。電子制御リアサスペンション（CES）を装備。メーカータイトル連覇。

0WE0 (1992)
ホンダ・NSR500に続き、ハンガリーGPより位相同爆式エンジン（ビッグバンエンジン）を投入。
0WF2 (1993)
アルミ押出し材の「目の字」断面パイプを採用して剛性強化。エースライダーのウェイン・レイニーはフレームの感触を好まず、第8戦以降は0WC1ベースのROCフレームに変更。メーカータイトルを獲得。
0WF9 (1994 - 1995)
フレームを展伸材（パネル材）に変更。1995モデルは走行風でエンジン吸気を加圧する手法を採用。
0WJ1 (1996)
エンジンのボア・ストロークを56×50.6mm→54×54mmに変更。ピストンは耐熱性に優れるパウダーメタル鍛造。フレームのシートレールを廃す。
0WH0 (1997)
エンジンVバンク角を70°→75°に変更。ドライブ軸位置を上昇。
0WK1 (1998 - 1999)
新規定の無鉛ガソリンに対応。エンジンVバンク角を75°→70°に再変更。他には圧縮比、マフラー形状、キャブレター（ミクニ→ケーヒン製）などを変更。
0WK6 (2000)
0WK1をベースに車体各部の見直し、カウル形状の刷新。1993年以来7年ぶりのメーカータイトル獲得。

0WL6 (2001)
車体ディメンジョンほかを各部を見直し、ライディングスタイルに合わせて2種類のリアアーム（ショート/ロング）を用意。
0WL9 (2002)
28代目の最終モデル。エンジン搭載位置を前進し、フロント荷重を増加。

## 主なライダー
太字はチャンピオンを獲得したライダー（括弧内は年度）。他メーカーでチャンピオンを獲得した年度は除く。

### ロードレース世界選手権
- ヤーノ・サーリネン
- 金谷秀夫
- ジャコモ・アゴスチーニ（1975年）
- チューボ・ランシボリ
- ジョニー・チェコット
- スティーブ・ベーカー
- ケニー・ロバーツ（1978年、1979年、1980年）
- 片山敬済
- クリスチャン・サロン
- 高井幾次郎
- バリー・シーン
- グレーム・クロスビー
- マルク・ファンタン
- エディ・ローソン（1984年、1986年、1988年）
- バージニオ・フェラーリ
- レイモン・ロッシュ
- ロブ・マッケルニア
- マイク・ボールドウィン
- ランディ・マモラ
- 平忠彦
- ディディエ・デ・ラディゲス
- ケビン・マギー
- パトリック・イゴア
- ウェイン・レイニー（1990年、1991年、1992年）
- フレディ・スペンサー
- ニール・マッケンジー

- ジャン＝フィリップ・ルジア
- ファン・ガリガ
- アドリアン・モリラス
- ダグ・チャンドラー
- ジョン・コシンスキー
- ベルナール・ガルシア
- ルカ・カダローラ
- ダリル・ビーティー
- 阿部典史
- ジャン＝ミシェル・バイル
- ケニー・ロバーツJr.
- ロリス・カピロッシ
- セテ・ジベルノー
- トロイ・コーサー
- レジス・ラコーニ
- サイモン・クラファー
- カルロス・チェカ
- マックス・ビアッジ
- ギャリー・マッコイ
- ホセ・ルイス・カルドソ
- オリビエ・ジャック
- 中野真矢
- 芳賀紀行
- ジョン・ホプキンス
- ペラ・リバ